# Nkurenkuru
Nkurenkuru – miasto w północnej Namibii, nad rzeką Okawango. Siedziba administracyjna regionu Okawango Zachodnie. Według spisu z 2023 roku liczy 10,3 tys. mieszkańców. Po drugiej stronie rzeki, która wyznacza granicę – znajduje się miasto Cuangar, w Angoli. 